# Карл Гілті

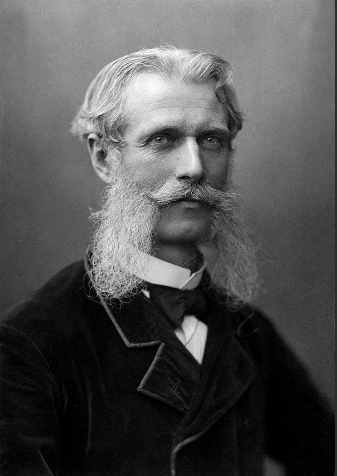
Карл Хілті, бл. 1880 р.

Карл Гілті (нар. 28 лютого 1833 року в Грабах — пом. 12 жовтня 1909 року в Монтре) — швейцарський філософ, письменник, історик і політичний діяч.

## Біографія
Гілті народився в містечку Верденберґ у кантоні Санкт-Галлен на північному сході Швейцарії. Його батьком був лікар Йоганн Ульріх Хілті, який практикував у місті Чур, столиці східного кантону Гризони. Його родина століттями мешкала у Верденберзі, а 1835 року він придбав на аукціоні зруйнований замок Верденберг. Мати Карла Хілті, Елізабет (уроджена Кіліас), походила з Чура і була донькою колишнього полкового лікаря французької армії. Вона померла 1847 року.
Після навчання в Курі, Геттінгені та Гейдельберзі, де він отримав ступінь доктора права 1854 року, він став юристом, а потім присвятив себе історії та філософії Швейцарії. 
1857 року, після заручин, що тривали лише кілька місяців, Гілті одружився з Йоганною Ґаертнер, яка походила з родини прусських учених-юристів. Її батько Густав, який помер 1842 року, був професором права в Боннському університеті. Її мати Марі Сімон, яка народилася в Бреслау як дочка судді й колишня голова Прусської екзаменаційної комісії юристів, написала й опублікувала політичний роман про німецькі революції 1848-1849 років. Як і її брат Генріх Сімон, який був відомим членом Франкфуртського парламенту, вона, очевидно, мусила рятуватися від антидемократичних і антиліберальних репресій у реакційну епоху після придушення революцій і приєдналася до нього в його швейцарському вигнанні. Хрещеним батьком Йоганни був націоналістичний і продемократичний письменник Ернст Моріц Арндт, який також був членом Франкфуртського парламенту.
1872 року він став членом Великої міської ради міста Чур. Призначений професором конституційного права в Бернському університеті в 1874 році, Хілті був речником за права жінок обирати й бути обраними. Гілті стверджував, що Швейцарія, як національна держава, що складається з кількох національностей і мов, має унікальну місію продемонструвати, що вона може вийти за рамки племінних тенденцій.
1890 року він був обраний до Національної ради, де працював до самої смерті.

## Публікації
Серед його численних публікацій — Theoretiker und Idealisten in der Demokratie 1868 року та Les Constitutions fédérales de la Confédération suisse, спочатку опублікований 1891 року, потім перевиданий 1991 року, а також Das Glück, опублікований 1891 року та перевиданий 1897 та 1901 років.
Роботи Гілті вплинули на мислення Вільяма Джеймса.
Академічні:
- Theoretiker und Idealisten der Demokratie (Теоретики та ідеалісти демократії), Берн, 1868
- Ideen und Ideale schweizerischer Politik (Ідеї та ідеали швейцарської політики), Берн, 1875
- Vorlesungen über die Politik der Eidgenossenschaft (Лекції про політичну систему Швейцарії), Берн, 1879
- Ueber die Wiedereinfuhrung der Todesstrafe (Про смертну кару), Берн, 1879
- Die Neutralität der Schweiz in ihrer heutigen Auffassung (Нейтралітет Швейцарії), Берн, 1889
- Das Referendum im schweizerischen Staatsrecht (Референдум у Швейцарії), Архів публічного права, 1887
- Der Burenkrieg (Бурська війна), Берн, 1900.

Особисті:
- Glück (Щастя), 1891, (переклав нідерландською Едуард Фіммен у 1903)
- Lesen und Reden (Про читання та говоріння), 1891
- Für schlaflose Nächte (Для безсонних ночей), 1901.